# Recife (bairro)
Recife, mais conhecido como Recife Antigo, é um bairro da cidade do Recife, Pernambuco, Brasil que corresponde à parte leste do seu Centro Histórico.
O bairro, hoje uma ilha,  é margeado pelo encontro dos rios Capibaribe e Beberibe com o Oceano Atlântico.

## História

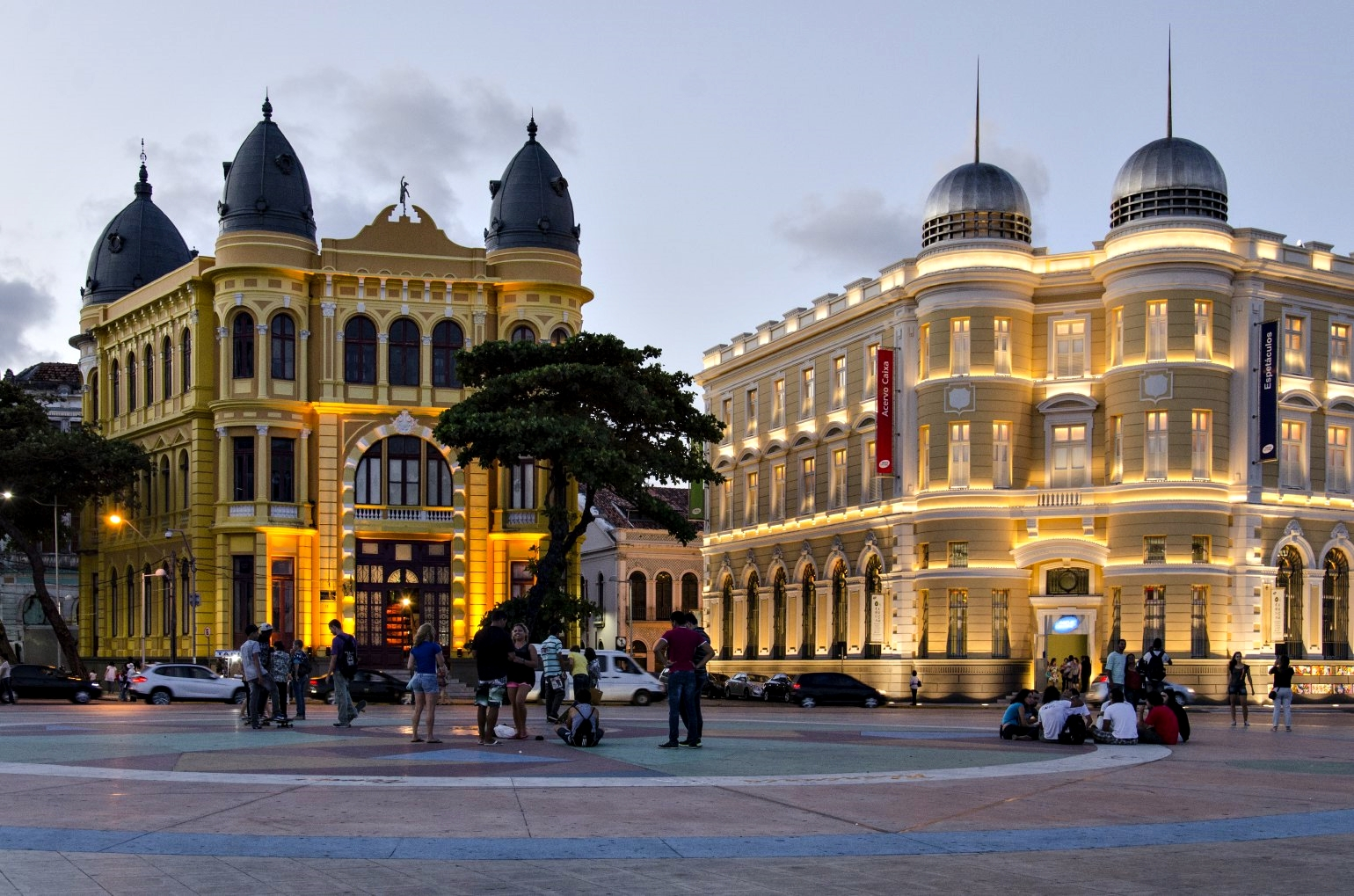
Marco Zero

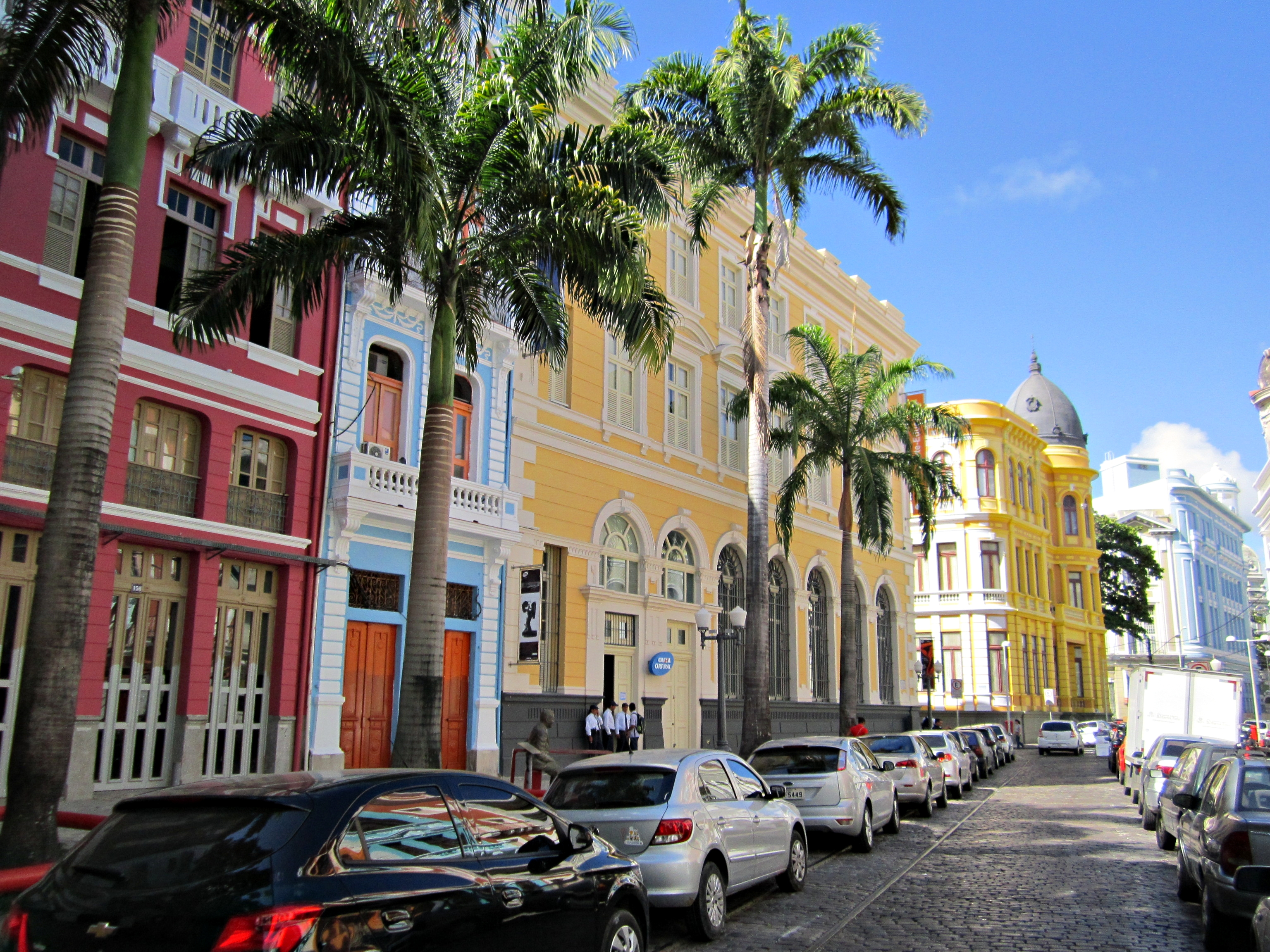
Rua do Bom Jesus

O bairro do Recife surgiu na primeira metade do século XVI. O ponto de origem da povoação foi um porto, construído para escoar pau-brasil e os produtos da atividade agro-açucareira de Olinda, então capital pernambucana. Instalado o porto, em seguida houve a necessidade de construir depósitos para armazenar as mercadorias, também foram erguidas as casas para servir como residências dos trabalhadores portuários e, assim, nasceu a comunidade.
Inicialmente o bairro era denominado Arrecife dos Navios e se estendia, desordenadamente, por uma área de aproximadamente dez hectares, com a construção das casas não seguindo nenhum ordenamento: a abertura de ruas obedecia apenas à vontade dos que ali se fixavam.
Só durante o domínio holandês, precisamente com a chegada do conde Maurício de Nassau a Pernambuco (1637), é que o bairro passou a ter algum planejamento. Nessa época, eram 15 ruas e uma praça. Por conta da movimentação do porto, o povoado logo se tornaria bastante habitado. Em 1654, por exemplo, quando os holandeses deixaram Pernambuco, o hoje bairro do Recife já contava com trezentos prédios - entre os quais a Casa da Câmara, a Igreja do Corpo Santo, a Cadeia e vários Armazéns.

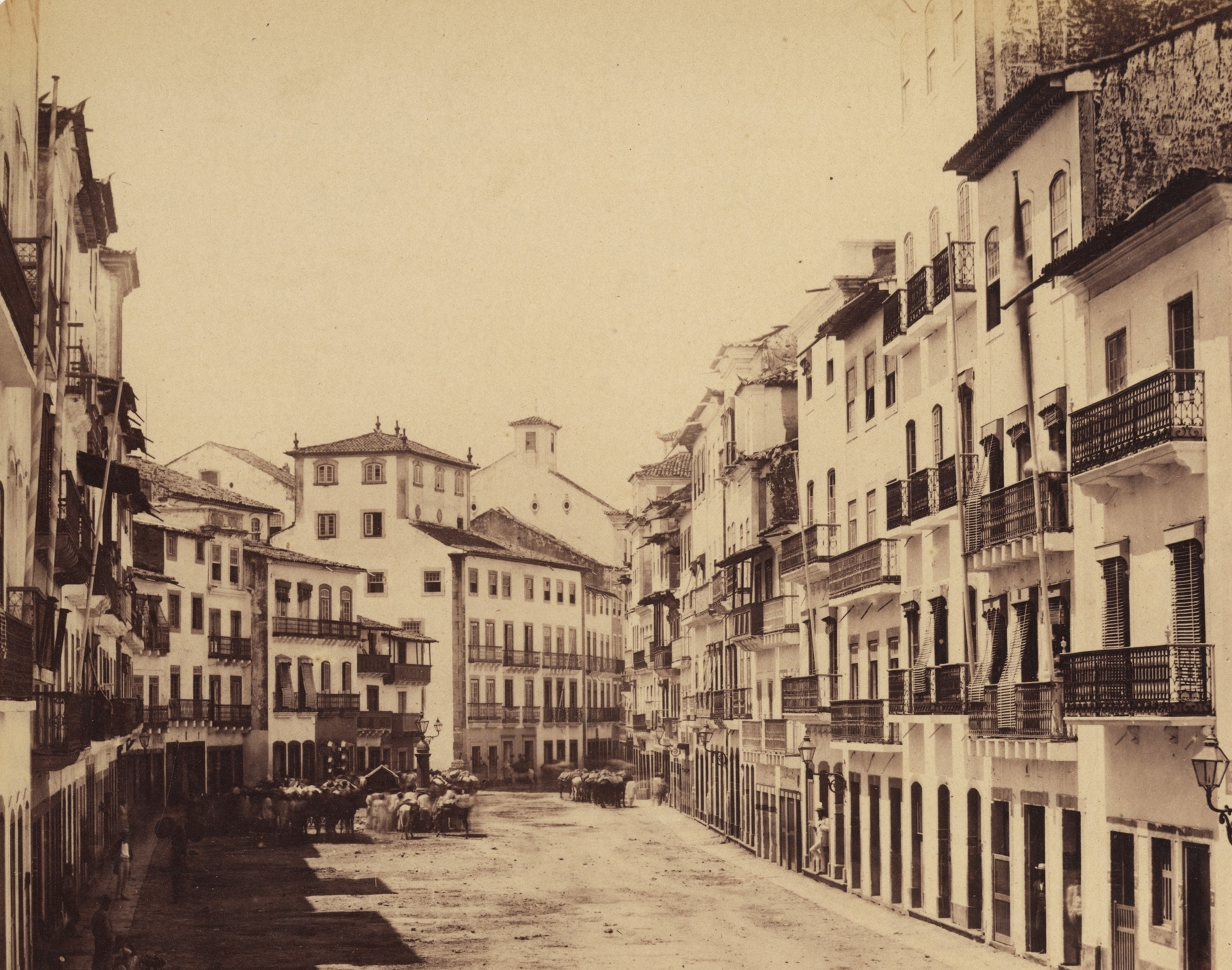
Antiga Rua dos Judeus, 1855.

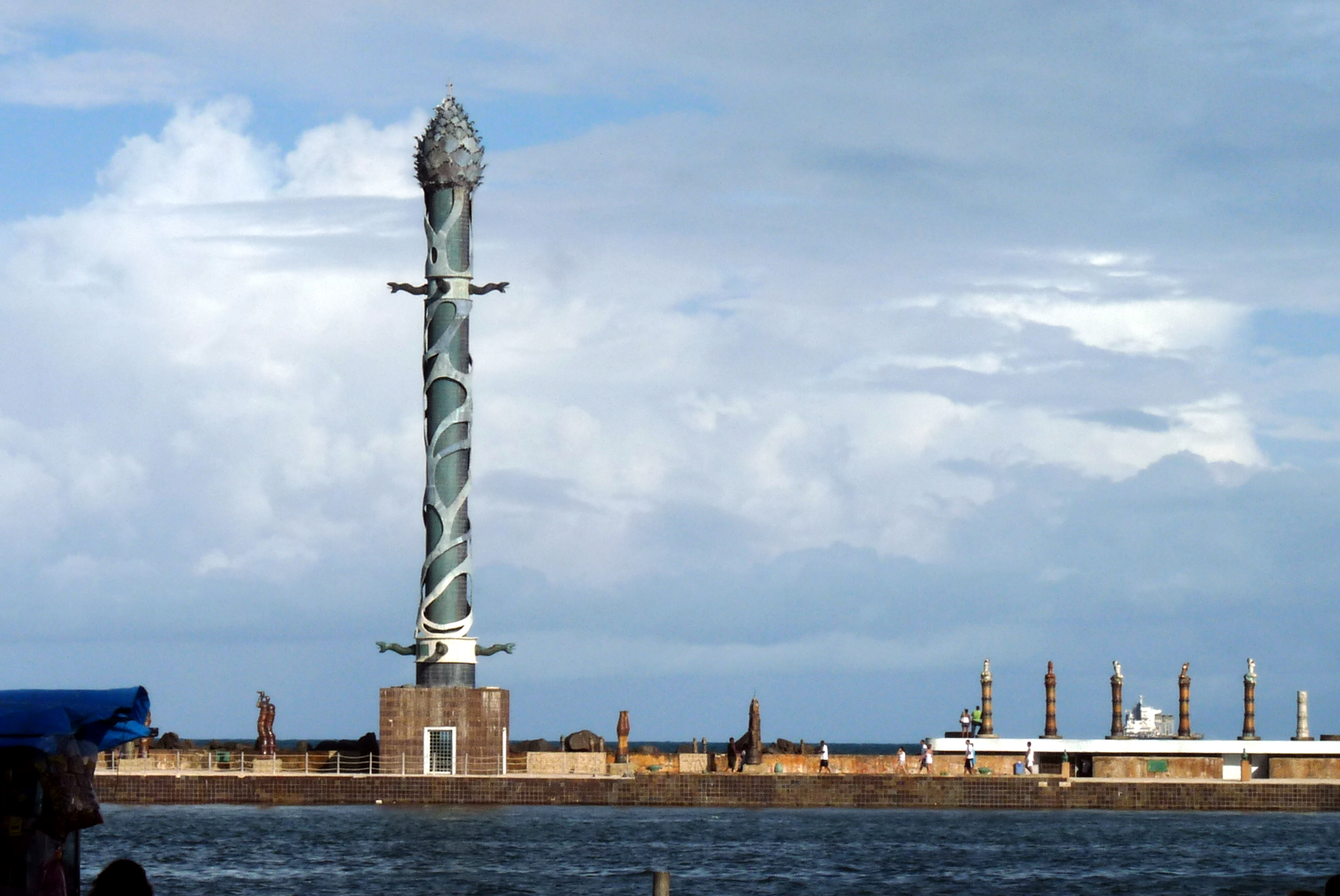
Parque de Esculturas Francisco Brennand

Em 1709, os comerciantes locais receberam autorização da Coroa Portuguesa para instalar ali a Vila de Santo Antônio do Recife, o que só ocorreria dois anos mais tarde e depois de uma guerra civil com Olinda. No local do antigo ancoradouro, em 1918 foi inaugurado o Porto do Recife, o que deu um impulso ao desenvolvimento econômico do bairro. O London Bank e Associação de Comércio do Estado de Pernambuco foram instalados nessa época, quando o Recife Antigo passou por uma reformulação, destruindo alguns antigos sobrados para dar lugar a prédios mais modernos ao estilo das edificaçãos de Paris, capital da França, considerada um símbolo da modernidade. Entre as décadas de 1950 e 1970, o Recife Antigo viveu uma movimentada fase. No começo da década de 1980, quando deram início as operações do Porto de Suape, deixaram o Porto do Recife em plano secundário, e o bairro do Recife entrou em decadência.
De grande centro comercial e importante ponto de embarque e desembarque de mercadorias para todo o nordeste brasileiro, o bairro do Recife passou a abrigar apenas escritórios contábeis ou de representação, e acima de tudo, os bordéis recifenses. Os seus moradores migraram para outras regiões do Recife, e com o tempo, o rico conjunto arquitetônico da área foi se deteriorando. Só na década de 1990 é que tiveram início os projetos de recuperação arquitetônica do casario do bairro do Recife.
Em 2003, o bairro do Recife já contava com vários prédios históricos restaurados, e outros trechos do casario em recuperação e, pelo menos, três pólos de lazer consolidados. A população residente era insignificante, isso se comparada à de outras épocas, apenas 700 moradores, o que deu ao bairro o título de segundo bairro menos populoso da capital pernambucana. Mas, é para o Recife Antigo que não só a prefeitura, como também o governo do estado, estão pondo grandes programações turístico-culturais, como o Carnaval e as festividades do ciclo natalino recifense. 

## Turismo

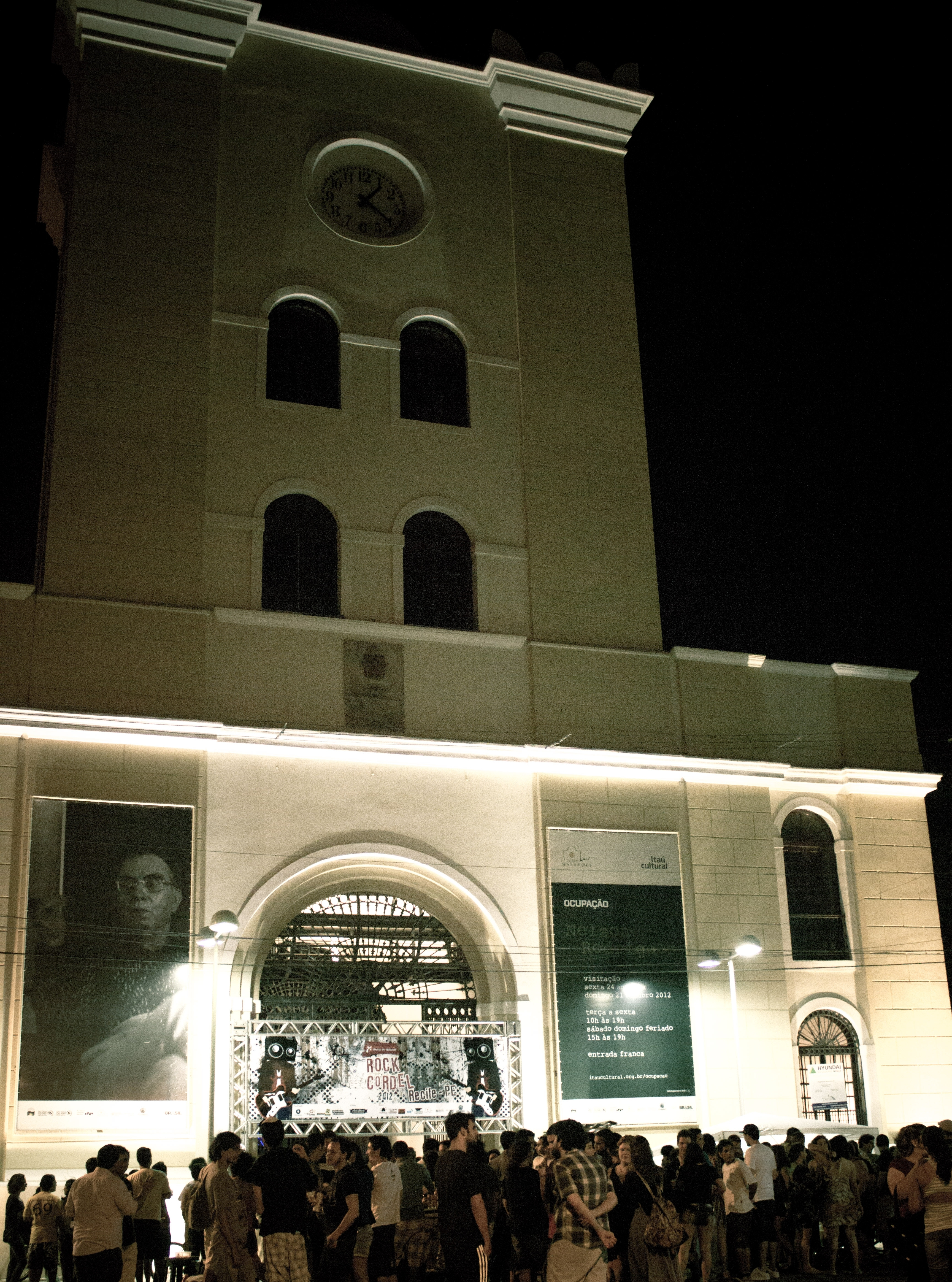
Torre Malakoff
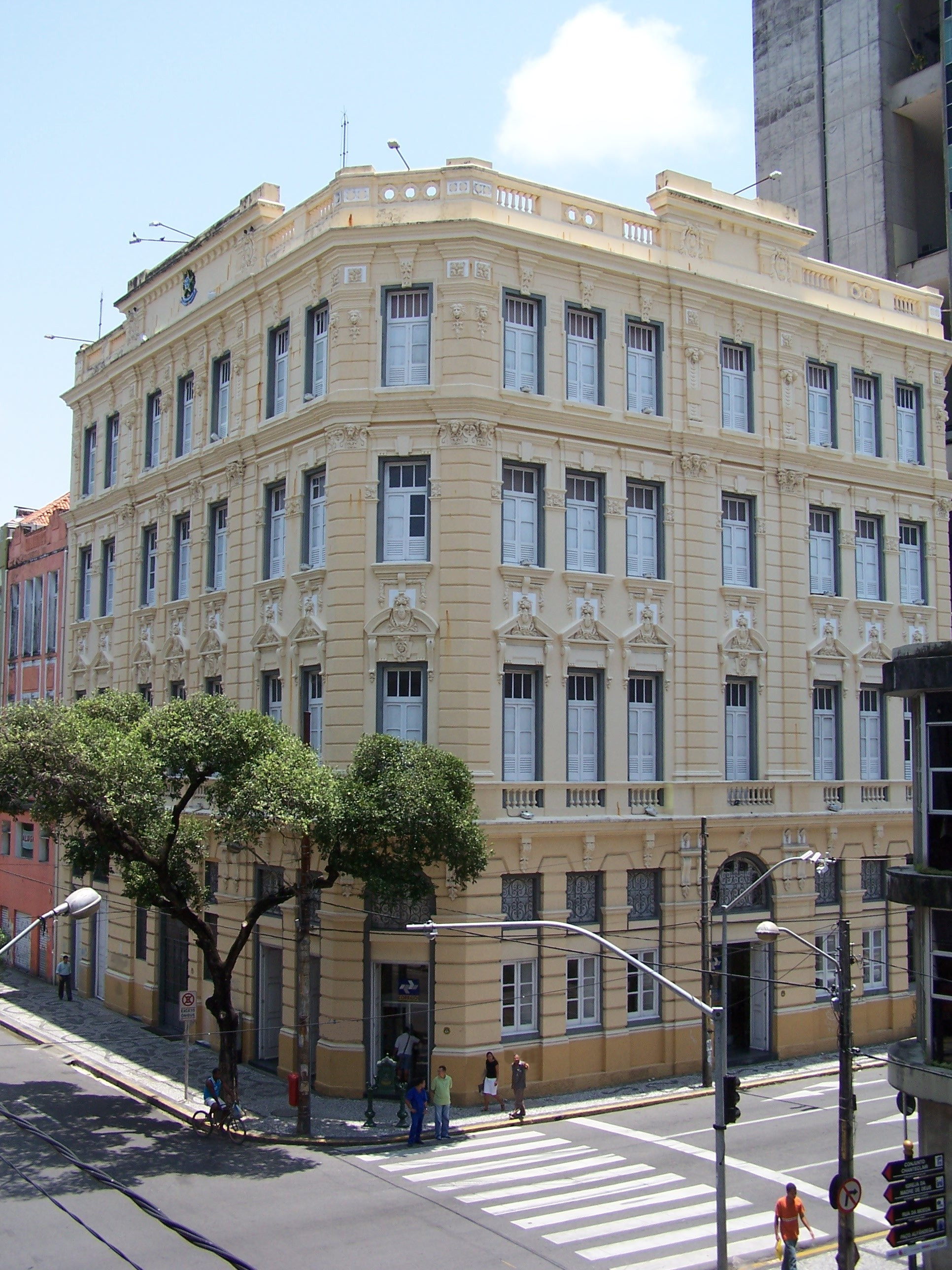
Centro Cultural Correios
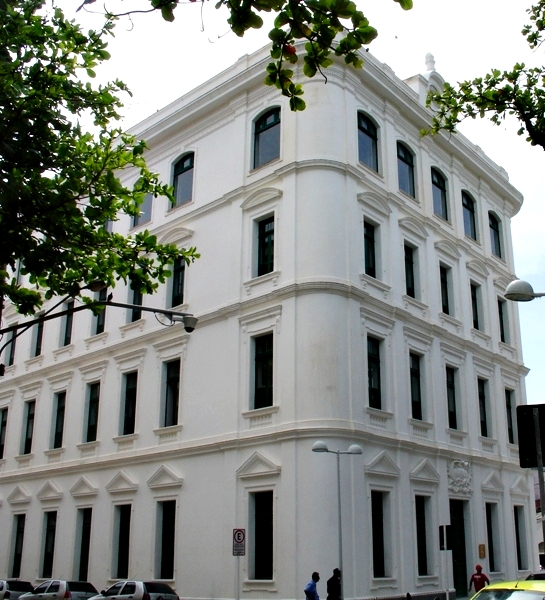
Paço do Frevo
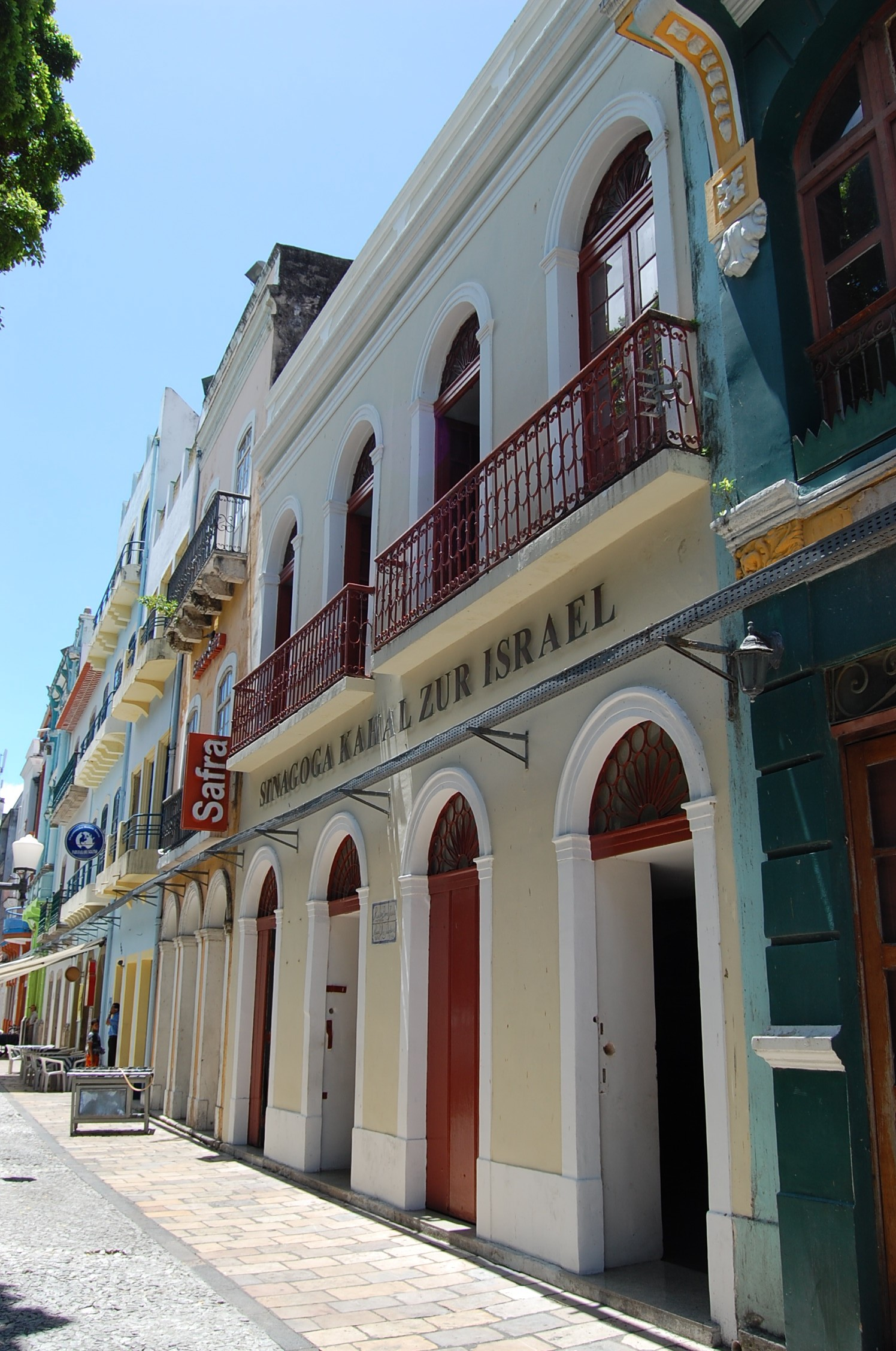
Sinagoga Kahal Zur Israel
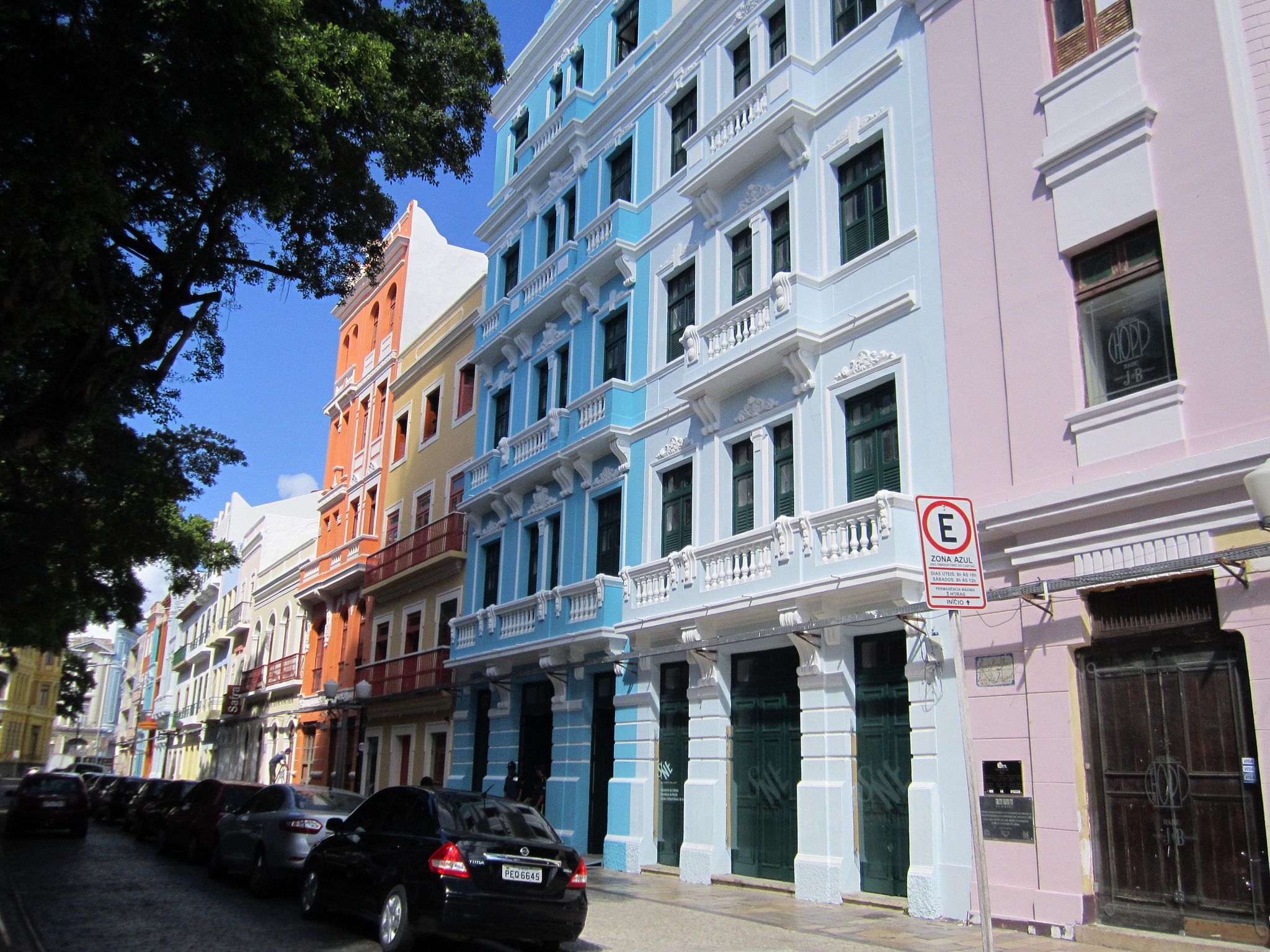
Rua no Recife Antigo
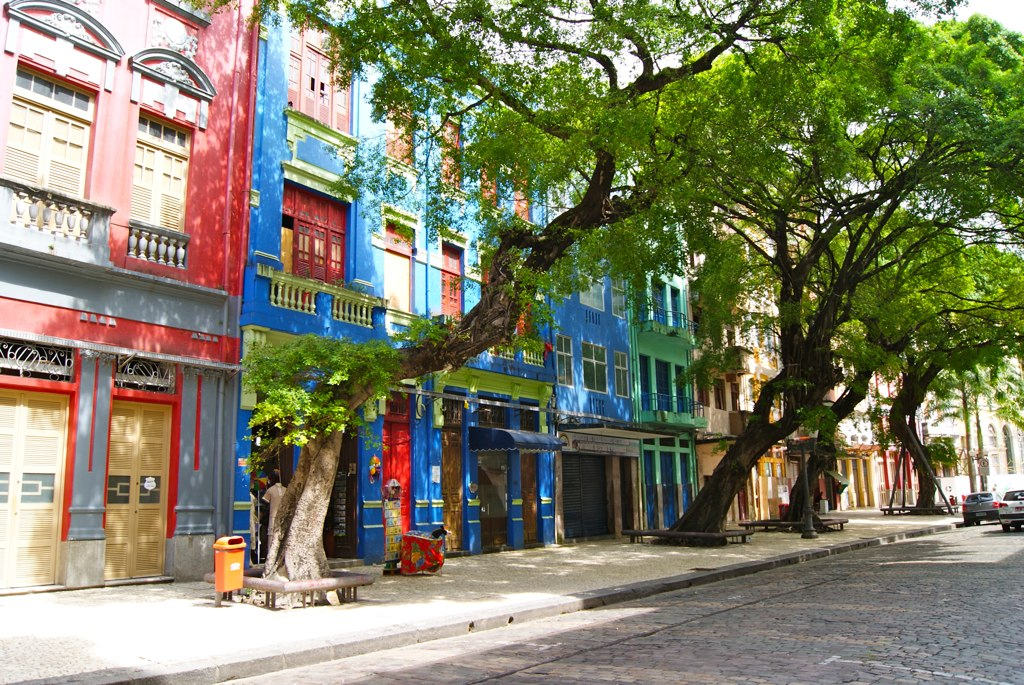
Rua no Recife Antigo
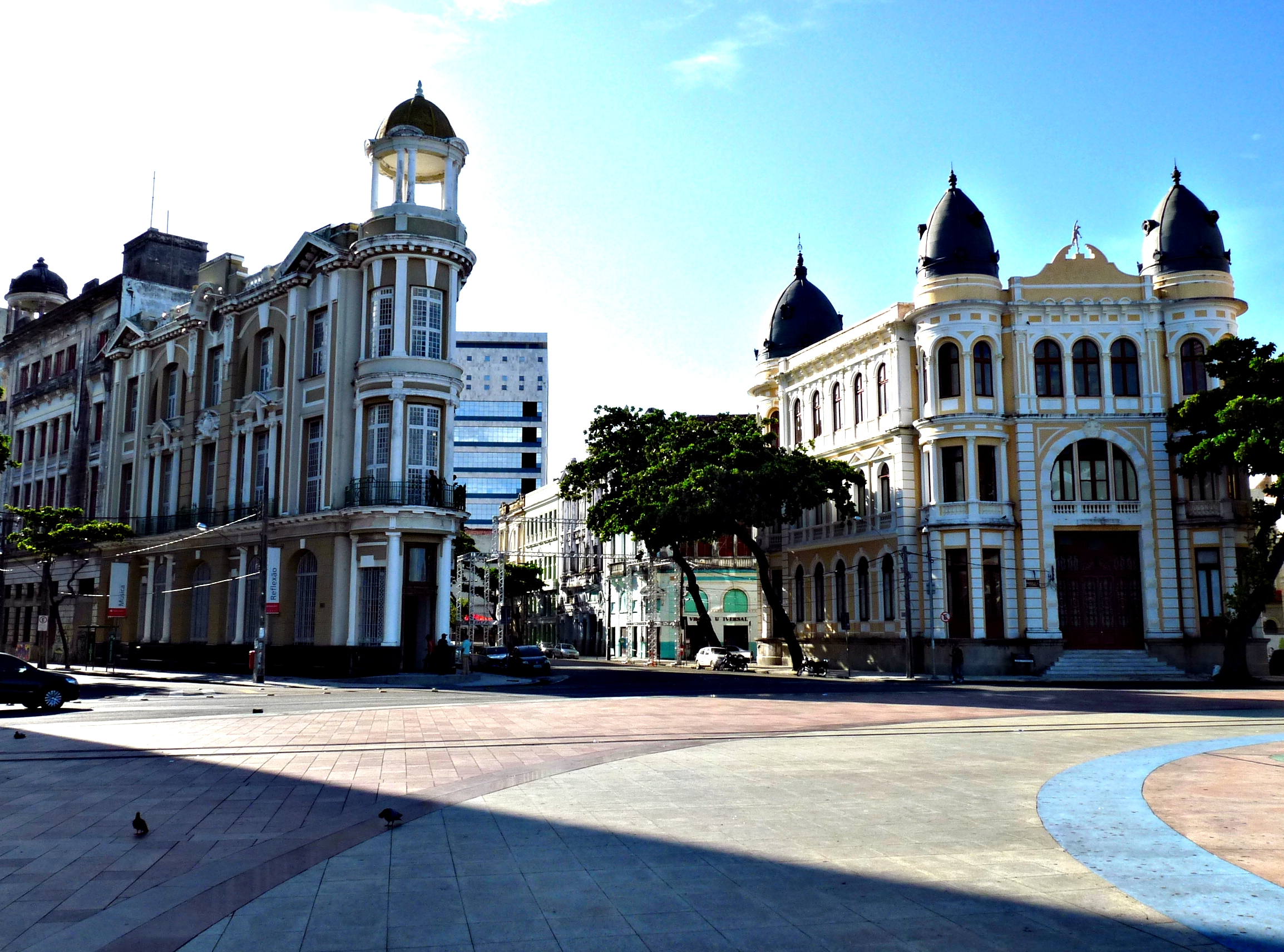
Marco Zero, vendo-se a confluência das avenidas Rio Branco e Marquês de Olinda.
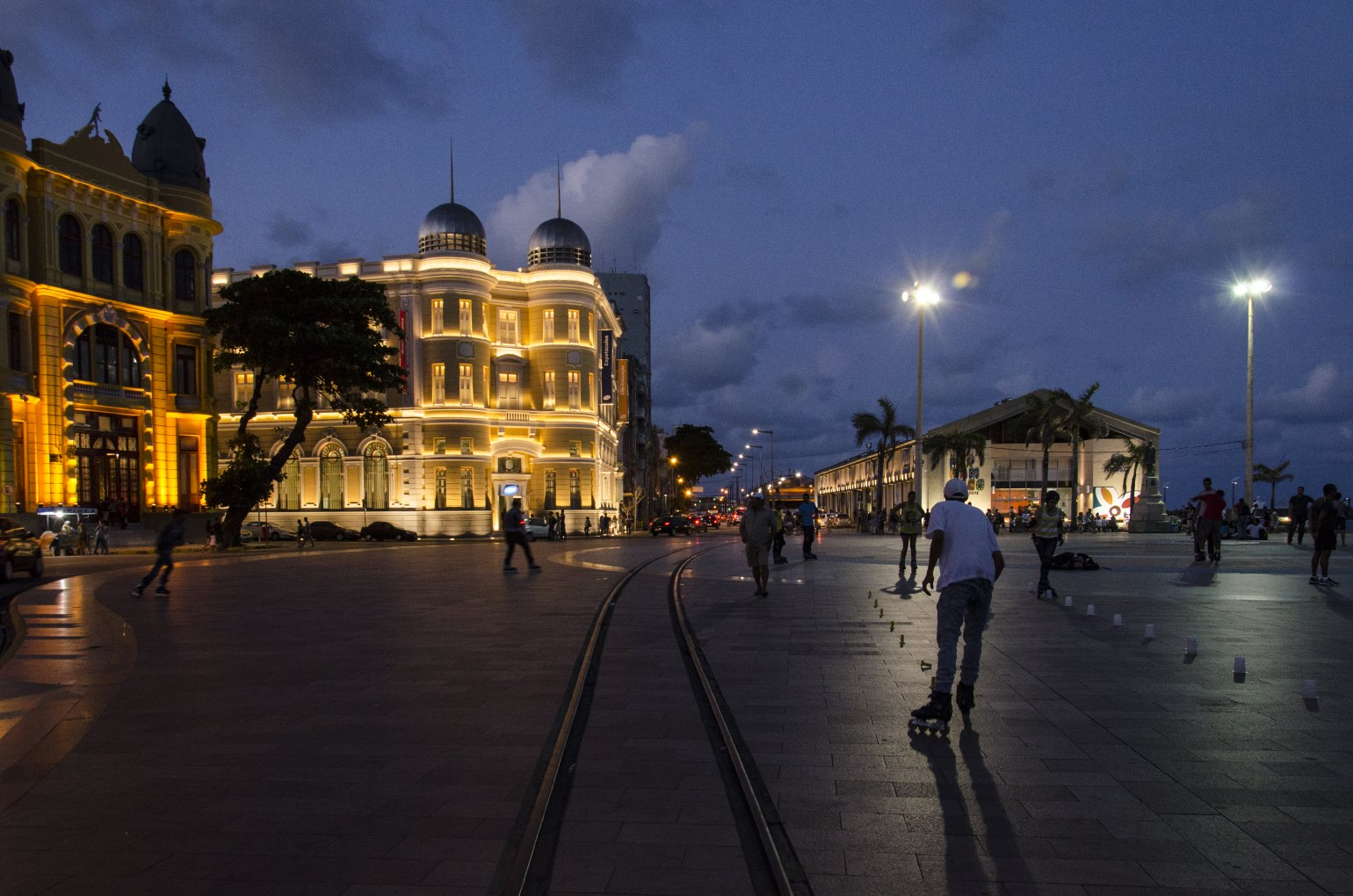
Ao fundo a antiga Bolsa de Valores
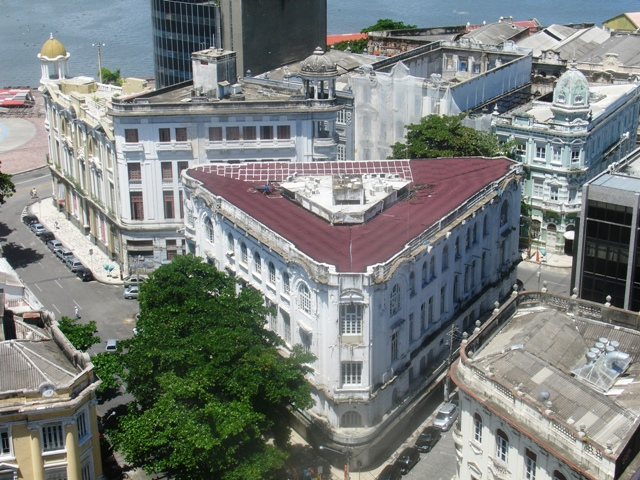
Edifícios históricos no Recife Antigo
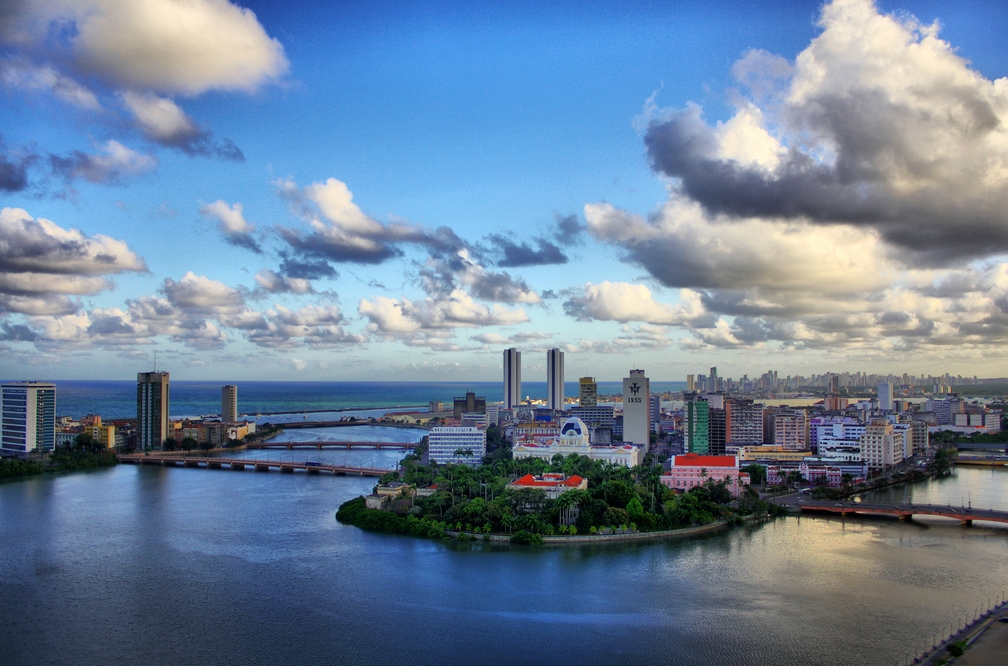
Pontes do Recife Antigo à esquerda na imagem.
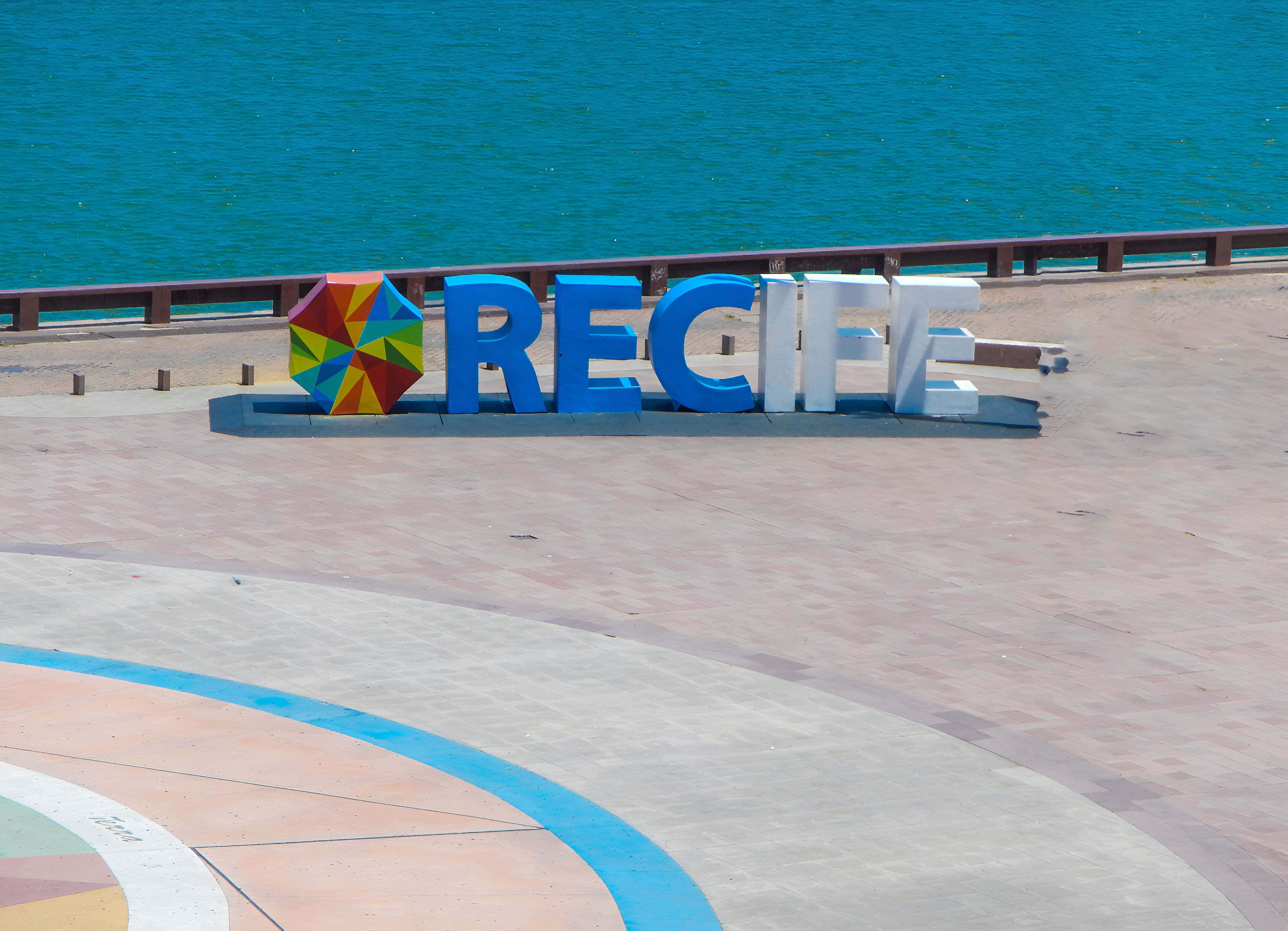
Marcação com nome da cidade

O bairro foi transformado, através de um programa gradual de revitalização urbana, num dos principais pólos de lazer e cultura da cidade. Vários imóveis foram restaurados, e hoje são utilizados para fins culturais, empresariais e comerciais.
Está inserido no Complexo Turístico Cultural Recife e Olinda, desenvolvido pela empresa portuguesa Parque Expo, a mesma responsável pela revitalização da zona portuária de Lisboa para a Expo 98. O porto está abrindo um processo de licitação para o uso dos vários imóveis ociosos, para fins de atividade turística e cultural.
Os principais pontos turísticos e culturais do bairro são:
- Porto do Recife (gradativamente desativado após o início de atividade do Porto de Suape);
- Marco Zero;
- Alfândega;
- Torre Malakoff;
- Sinagoga Kahal Zur Israel, a mais antiga sinagoga das Américas – recentemente restaurada;
- Forte do Brum;
- Antiga Bolsa de Valores de Pernambuco e Paraíba (hoje Caixa Cultural);
- Shopping Center Paço Alfândega;
- Centro Cultural Banco Real - Antigo Bandepe Cultural.
- Porto Digital, um dos maiores pólos de empresas de software do Brasil localizado no bairro desde julho de 2000 – possui diversas empresas incubadoras, escritórios de transnacionais, matrizes de empresas locais e edifícios de governo.

## Comunidade do Pilar
A Comunidade do Pilar é hoje um setor do bairro do Recife, na cidade do Recife, Pernambuco, Brasil. No passado era um povoado denominado Fora-de-Portas. O povoado surgiu muito depois da restauração das Invasões holandesas do Brasil. A comunidade situou-se próxima do Forte de São João Batista do Brum e da Igreja de Nossa Senhora do Pilar, que deu origem ao seu nome. A Igreja foi construída sobre as ruínas do Forte de São Jorge. O nome anterior, Fora-de-Portas, era uma referência ao povoamento além das Portas do Recife de Olinda na área norte onde existia esse forte. 
Iniciada no ano de 2010, a construção do conjunto habitacional do local ainda não foi concluída até o presente (Janeiro de 2020). A reportagem do Portal LeiaJá visitou a comunidade, e constatou: não há um operário em atividade e as obras estão completamente paradas. Entulhos, telhas empilhadas e o mato crescido reforçam o cenário de abandono no terreno. Segundo os moradores, nenhum trabalhador aparece na construção há muito tempo. Os moradores da comunidade do Pilar seguem à espera de soluções.
No projeto da Prefeitura, além do conjunto habitacional, ainda são previstos para a comunidade a construção de uma escola municipal, Unidade de Saúde da Família, mercado público, praças, espaços para atividades artístico-culturais, quadra poliesportiva, entre outras ações que tinham a promessa de “transformar a região num grande atrativo turístico”.

## Eventos
- Na semana pré-carnavalesca, ocorre o festival pré Amp, organizado pelos próprios músicos do estado participantes de uma entidade chamada Articulação Musical Pernambucana (AMP). O evento reúne a diversidade da cena musical de Pernambuco.
- Durante o carnaval, realiza-se o festival Recbeat, que, assim como o Pré Amp, é um festival de música da cena musical de Pernambuco e do Brasil, apresentando artistas de várias partes do país.